# Каран-Елга (Гафурийский район)
Кара́н-Елга́ (баш. Ҡаранйылға) — деревня в Гафурийском районе Башкортостана, входит в состав Саитбабинского сельсовета.

## Население
| 2002 | 2009 | 2010 |
| ---- | ---- | ---- |
| 308  | ↘290 | ↘265 |

Согласно переписи 2002 года, преобладающая национальность — башкиры (99 %).

## Географическое положение
Расстояние до:
- районного центра (Красноусольский): 60 км,
- центра сельсовета (Саитбаба): 3 км,
- ближайшей ж/д станции (Белое Озеро): 74 км.

## Известные уроженцы
- Киекбаев, Джалиль Гиниятович (1911—1968) — советский тюрколог, башкирский писатель, основоположник башкирского языкознания и родоначальник современной башкирской школы урало-алтайских языков[5][6].